# 傅信祁
傅信祁（1919年—2019年4月26日），男，中国共产党党员，土木工程师。同济大学建筑与城市规划学院教授。

## 生平
1919年出生于浙江镇海。幼时在山东青岛、济南等地求学。1937年，他在青岛礼贤中学高中部土木科读二年级，暑假回乡后接连发生七七事变和八一三事变，他不能再返回青岛读书，于是便转入同济大学附属高级工业职业学校土木科学习。
1940年毕业后在五十二兵工厂筹备处和昆明公利工程公司任监工员、技术员、工程师等职。1943年，进入同济大学工学院土木系学习。1947年毕业，获工学学士学位，留校并历任助教、讲师、副教授、教授，曾与同学合办春申工程事务所。1956年加入中国共产党。1959年赴苏联莫斯科学术考察。1981年起，兼任全国建筑技术学术委员会主任委员，1987年改任名誉主任委员。1986年退休。同时与其他教师合作创办“时代建筑设计事务所”（后改为时代建筑设计公司），任副所长兼总建筑师，并获国家一级注册建筑师资格。
2003年第二次退休，开始在上海市杨浦区老干部大学研习山水画。此外，他还是京剧爱好者。
2019年4月26日20时36分因病医治无效在上海新华医院逝世，享年100岁。追悼仪式于4月30日上午10时30分在西宝兴路833号宝兴殡仪馆三楼古园厅举行。

## 家庭
- 父亲：傅忠博（1890年 - 1942年），字叔铭，号鸿慈、鸿词。儒商，中国传统书画和石刻碑帖收藏家[6]。

## 著作
- . 现代建筑装修丛书. 中国建筑工业出版社. 1992年4月. ISBN 9787112013234.
- . 上海锦绣文章出版社. 2009年. ISBN 9787545202281.